# Alisotrichia euphrosyne
Alisotrichia euphrosyne är en nattsländeart som beskrevs av Lazar Botosaneanu 1991. Alisotrichia euphrosyne ingår i släktet Alisotrichia och familjen smånattsländor. Inga underarter finns listade i Catalogue of Life.